# Рачуновођа (филм)
Рачуновођа (енгл. The Accountant) је амерички акциони трилер филм из 2016. редитеља Гавина О’Конора. Сценариста је Бил Дубјук. Продуценти филма су Линет Хауел Тејлор и Марк Вилијамс. Музику је компоновао Марк Ајшам.
Глумачку екипу чине Бен Афлек, Ана Кендрик, Џеј Кеј Симонс, Џон Бернтал, Џефри Тамбор и Џон Литгоу. Светска премијера филма је била одржана 14. октобра 2016. у Сједињеним Америчким Државама. 
Буџет филма је износио 44 000 000 долара, а зарада од филма је 154 000 000 долара.

## Радња
Иза маске наизглед досадног рачуновође Криса Вулфа (Бен Афлек), крије се једно сасвим друго лице које није ни најмање досадно. Он ради за тешке криминалце и плаћене убице. Крис је математички стручњак који има више афинитета према бројевима него према људима. Док као рачуновођа ради у малој канцеларији, истовремено исти посао обавља и за најопасније светске криминалне организације. Због својих способности запао је за око Министарству финансија које води Реј Кинг (Џеј Кеј Симонс), али са временом почиње да ради за компанију унутар које је Дана Камингс (Ана Кендрик) открила финансијску малверзацију која укључује милионе долара. Након књиговодствене контроле, Крис полако разоткрива истину.

## Улоге
| Глумац         | Улога               |
| -------------- | ------------------- |
| Бен Афлек      | Кристијан Крис Вулф |
| Ана Кендрик    | Дејна Камингс       |
| Џеј Кеј Симонс | Рејмонд Реј Кинг    |
| Џон Бернтал    | Брекстон Брекс Вулф |
| Џефри Тамбор   | Франсис Силверберг  |
| Џон Литгоу     | Ламар Блекберн      |